# Alfred Bekker
Alfred Bekker (* 27. September 1964 in Borghorst) ist ein deutscher Schriftsteller und derzeit vor allem als Verfasser von Fantasyromanen, Kriminalromanen und Jugendbüchern tätig. Bis 2008 war er einer der Hauptautoren der Heftromanserie Sternenfaust.

## Werk
Bekker veröffentlichte bislang mehr als 350 Romane und etwa 1000 Kurzgeschichten in sämtlichen Genres der Unterhaltungsliteratur, die häufig in mehrfacher Auflage und teilweise als Übersetzungen auch im europäischen Ausland erscheinen.
Er etablierte sich erfolgreich als Autor von Fantasy-Romanen unter Titeln wie Das Reich der Elben, Die Könige der Elben und Der Krieg der Elben; Gorian-Das Vermächtnis der Klingen, Gorian-Die Hüter der Magie und Gorian-Im Reich des Winters sowie im Kinder- und Jugendbuchbereich, wo er sich vor allem historischer und phantastischer Stoffe annahm. In diesem Bereich etablierte er Buchserien wie Da Vincis Fälle, Tatort Mittelalter, Das Fußball-Internat oder Ragnar der Wikinger und schrieb Einzeltitel wie Überfall auf das Drachenschiff.
Ursprünglich kam er als Leser aus den Bereichen Science Fiction und Fantasy, war aber auf Grund der Marktlage zunächst in anderen Genres wie Western, Krimi und Horror erfolgreich. Durch seine Beteiligung an den Science-Fiction-Serien Sternenfaust, Ren Dhark, Bad Earth, Titan Sternenabenteuer und SYNDIC (gemeinsam mit Perry-Rhodan-Autor Conrad Shepherd) war jedoch die Science Fiction für einige Jahre zur stärksten Einzelsparte in Bekkers Schaffen geworden.
Ein Fantasy-Roman zum Rollenspiel Midgard erschien unter dem Titel Das Tor nach Ta-Meket, nachdem er zuvor Andrala – Die Nebenstadt, Die Suche nach Dhum und Axtkrieger – Der Wanderer bereits Fantasy-Romane veröffentlicht hatte. Er war Autor der Gruselserie Jessica Bannister und seit etwa acht Jahren schreibt er Jerry-Cotton-Heftromane und -Taschenbücher, daneben aber auch immer wieder serienunabhängige Kriminalromane und Thriller. Im Verlag Carl Ueberreuter erschienen die ersten drei Bände der von Bekker konzipierten und geschriebenen Krimi-Serie Tatort Mittelalter.
Des Weiteren entwickelte er die Geschichte für ein Krimispiel, einer Unterart der Live-Rollenspiele.

## Pseudonyme
Neben den Arbeiten unter seinem eigenen Namen veröffentlicht Bekker viele Werke unter Pseudonymen. Dabei nutzt er vor allem die folgenden Namen:
- Dave Branford
- Brian Carisi
- Neal Chadwick (für die Serie Kommissar X und einen Taschenbuchroman zur RTL-Krimiserie Quincy, außerdem Western-Heftromane bei Bastei und Kelter)
- Jerry Cotton (als Verlagspseudonym für die gleichnamige Heftromanserie)
- John Devlin (Gruselromane für Jugendliche)
- Janet Farell (Verlagspseudonym für die Serie Jessica Bannister)
- Sidney Gardner (die Patricia-Vanhelsing-Romane bei Kelter und Hörbücher)
- Leslie Garber (Frauen-Gruselromane in den Kelter-Serien Irrlicht, Mitternacht und Gaslicht)
- Robert Gruber (Bergromane)
- Chris Heller
- Jack Raymond (Western-Heftromane bei Bastei und Kelter)
- Henry Rohmer (Western-Heftromane bei Bastei und Kelter, Fantasy-Heftromane bei König)
- Ashley Parker (für einen historischen Piratenroman in Zusammenarbeit mit W. A. Hary)
- Conny Walden

## Werke

### Elben-Trilogie
- Alfred Bekker: Das Reich der Elben. Egmont LYX, Köln 2007, ISBN 3-8025-8127-X.
- Alfred Bekker: Die Könige der Elben. Egmont LYX, Köln 2007, ISBN 3-8025-8128-8.
- Alfred Bekker: Der Krieg der Elben. Egmont LYX, Köln 2008, ISBN 3-8025-8142-3.

### Gorian-Reihe
- Alfred Bekker: Das Vermächtnis der Klingen. Blanvalet, München 2010, ISBN 978-3-442-26763-7.
- Alfred Bekker: Die Hüter der Magie. Blanvalet, München 2011, ISBN 978-3-442-26764-4.
- Alfred Bekker: Im Reich des Winters Blanvalet, München 2011, ISBN 978-3-442-26765-1.

### Zwergenkinder
- Alfred Bekker: Die Magie der Zwerge. Schneider-Buch Egmont, Köln 2012, ISBN 978-3-505-12897-4.
- Alfred Bekker: Die Zauberaxt der Zwerge. Schneider-Buch Egmont, Köln 2012, ISBN 978-3-505-12898-1.
- Alfred Bekker: Die Dracheninsel der Zwerge. Schneider-Buch Egmont, Köln 2012, ISBN 978-3-505-12899-8.
- Alfred Bekker: Der Kristall der Zwerge. Schneider-Buch Egmont, Köln 2013, ISBN 978-3-505-13081-6

### Die Drachenerde-Saga
- Alfred Bekker: Drachenfluch. Lyx, 2008, ISBN 978-3-8025-8163-2.
- Alfred Bekker: Drachenring. Lyx, 2009, ISBN 978-3-8025-8164-9.
- Alfred Bekker: Drachenthron. Lyx, 2009, ISBN 978-3-8025-8165-6.

### Da Vincis Fälle
- Alfred Bekker: Leonardo und das Geheimnis der Villa Medici. Arena, 2008, ISBN 978-3-401-50008-9.
- Alfred Bekker: Leonardo und die Verschwörer von Florenz. Arena, 2008, ISBN 978-3-401-50009-6.
- Alfred Bekker: Leonardo und das Rätsel des Alchimisten. Arena, 2008, ISBN 978-3-401-50010-2.
- Alfred Bekker: Leonardo und das Verlies der schwarzen Reiter. Arena, 2008, ISBN 978-3-401-50011-9.
- Alfred Bekker: Leonardo und der Fluch des schwarzen Todes. Arena, 2009, ISBN 978-3-401-50012-6.
- Alfred Bekker: Leonardo und die Bruderschaft des heiligen Schwerts. Arena, 2009, ISBN 978-3-401-50013-3.

### Elbenkinder
- Das Juwel der Elben, 2009, ISBN 3-505-12555-5
- Das Schwert der Elben, 2009, ISBN 3-505-12556-3
- Der Zauber der Elben, 2009, ISBN 3-505-12557-1
- Die Flammenspeere der Elben, 2010, ISBN 3-505-12558-X
- Im Zentaurenwald der Elben, 2010, ISBN 3-505-12559-8
- Die Geister der Elben, 2011, ISBN 3-505-12560-1
- Die Eisdämonen der Elben, 2011, ISBN 3-505-12561-X

### Die wilden Orks
- Angriff der Orks, 2011, ISBN 3-8000-5607-0
- Der Fluch des Zwergengolds, 2011, ISBN 3-8000-5608-9
- Die Drachen-Attacke, 2011, ISBN 3-8000-5644-5
- Sturm auf das Elbenreich, 2012 ISBN 3-8000-5672-0
- Überfall der Trolle, 2012 ISBN 3-8000-5692-5

### Kommissar Steen
- Die Tote im Tief. Klarant, Bremen 2018, ISBN 978-3-955-73749-8
- Der Tote am Delft. Klarant, Bremen 2018, ISBN 978-3-955-73824-2
- Der Tote von der Knock. Klarant, Bremen 2019, ISBN 978-3-955-73902-7
- Die Tote am Borkumkai. Klarant, Bremen 2019, ISBN 978-3-965-86019-3
- Der Tote vom Großen Meer. Klarant, Bremen 2020, ISBN 978-3-965-86122-0
- Der Tote von Twixlum. Klarant, Bremen 2020, ISBN 978-3-965-86178-7
- Die Tote mit dem Buddelschiff. Klarant, Bremen 2020, ISBN 978-3-965-86239-5
- Der Tote im Torfschiff. Klarant, Bremen 2021, ISBN 978-3-965-86312-5
- Der Tote im Ferienhaus. Klarant, Bremen 2021, ISBN 978-3-965-86334-7
- Der Tote auf dem Katamaran. Klarant, Bremen 2021, ISBN 978-3-965-86401-6
- Die Tote in Ostfriesland. Klarant, Bremen 2021, ISBN 978-3-965-86457-3
- Der Tote mit der Teetasse. Klarant, Bremen 2022, ISBN 978-3-965-86535-8
- Die Tote aus Larrelt. Klarant, Bremen 2023, ISBN 978-3-965-86767-3
- Der Tote am Möwensteert. Klarant, Bremen 2024, ISBN 978-3-96586-910-3

### Ostfrieslandkrimi / Kommissar Manno Lewert
- Norderneyer Mörderjagd. Klarant, Bremen 2021, ISBN 978-3-965-86475-7
- Norderneyer Dünengrab. Klarant, Bremen 2022, ISBN 978-3-965-86437-5
- Norderneyer Brandungsmord. Klarant, Bremen 2024, ISBN 978-3-689-75090-9

### Einzelne Werke (Auszug)
- AVALON – Space Fighter, BVK Buch Verlag Kempen, ISBN 978-3-86740-217-0
- Gefährten der Magie, BVK Buch Verlag Kempen, ISBN 978-3-86740-218-7
- Mystic High School – die Zeit der Werwölfe, BVK Buch Verlag Kempen, ISBN 978-3-86740-219-4
- Das Buch Edro, 2002, ISBN 3-935706-04-9
- Axtkrieger – Der Namenlose, 2002, ISBN 3-931164-38-1
- Der Seher von Yys, 2003, ISBN 3-936229-12-0
- Mega Killer – Rache aus dem Cyber-Space, 2003, ISBN 3-936229-13-9
- Strahlenhölle Messias, 2004, ISBN 3-936229-85-6
- Herrschaft der Alten, 2011, ISBN 3-935265-89-1
- mit Tomos Forrest und Marten Munsonius: Jalite, die Ranenhexe, 2022, Edition Corsar, ISBN 978-3-7565-2280-4

Nicht aufgeführt sind die zahlreichen Heftromane.